# Германовський потік
Германовський потік (словац. Hermanovský potok) — річка; ліва притока Топлі, протікає в окрузі Вранов-над-Теплою.
Довжина приблизно 10,0 км. Витік знаходиться в масиві Солоні гори (схил гори Шімонка) — на висоті приблизно 770 метрів.
Протікає територією сіл Германовці-над-Теплою і Бистре. Впадає в Топлю на висоті приблизно 155 метрів.